# Ludovico Magrini
(Ludovico Magrini)
Ludovico Magrini (Tarquinia, 4 aprile 1937 – Roma, 8 novembre 1991) è stato un giornalista italiano, fondatore dei Gruppi archeologici d'Italia.
È scomparso nel 1991 all'età di 54 anni a seguito di un infarto.

## Attività di giornalista professionista
Nel 1955 divenne redattore de L'Osservatore Romano grazie ad una ricerca sui concili ecumenici.
Dal 1960 al 1966 diresse la Stampa italiana nel mondo (SIM), agenzia di stampa per i giornali italiani all'estero. Nel 1961 divenne giornalista pubblicista e capo redattore della KDIA, stazione radio italo-americana con sede a San Francisco.

## Impegno per i beni culturali
Nel 1955 fondò l'associazione "Italia nuova", un movimento giovanile a carattere culturale. Ha pubblicato il giornale studentesco titolato l'«l'Idea», in pochissime copie, disegnato a mano e con testo dattiloscritto, che trattava temi di cultura generale: i soci visitavano musei, scoprivano Roma e si riunivano per commentare queste esperienze e discutere di letteratura.
Nel 1960 fondò a Tarquinia l' "Unione archeologica dell'Etruria", allo scopo di sensibilizzare l'opinione pubblica ai problemi dei beni culturali, collaborando con la Soprintendenza nell'azione di tutela del patrimonio. L'associazione si dissolse nel 1961, per l'indifferenza delle istituzioni e la scarsa mobilitazione volontaristica.

## I Gruppi archeologici d'Italia
Nel 1962 fondò la rivista Archeologia, ancora in pubblicazione come organo ufficiale di stampa dei Gruppi archeologici d'Italia, le cui linee editoriali fondative erano la denuncia del degrado del patrimonio storico-artistico italiano e la nuova idea, per l'epoca, del volontariato culturale.
Nel 1963 nacque il Gruppo archeologico romano e nel 1964 il "Centro italiano di ricerca archeologica" (CIRA), che nel 1965 trasformò il proprio nome in Gruppi archeologici d'Italia (GA d'Italia). L'associazione, tuttora attiva, costituì per tutta la vita l'impegno principale di Magrini.
Alla fine degli anni ottanta si dedicò in modo particolare ad intrecciare rapporti con altre associazioni di stessi intenti in Europa e il 18 aprile 1990 fondò a Roma, in Campidoglio, il "Forum europeo delle associazioni archeologiche" o "Koiné", di cui i Gruppi archeologici d'Italia fanno parte.